# 美國海軍陸戰隊第三遠征軍
海军陆战队第三远征军（英語：III Marine Expeditionary Force，III MEF）是美國海軍陸戰隊的空地特遣部隊，與美國海軍陸戰隊第一遠征軍共同組成美國太平洋海軍陸戰隊，能夠迅速在東亞和西亞發動兩棲登陸、救災、人道主義援助等各種行動。第三远征军駐紮在日本，以支援美日安保條約執行。

## 組織

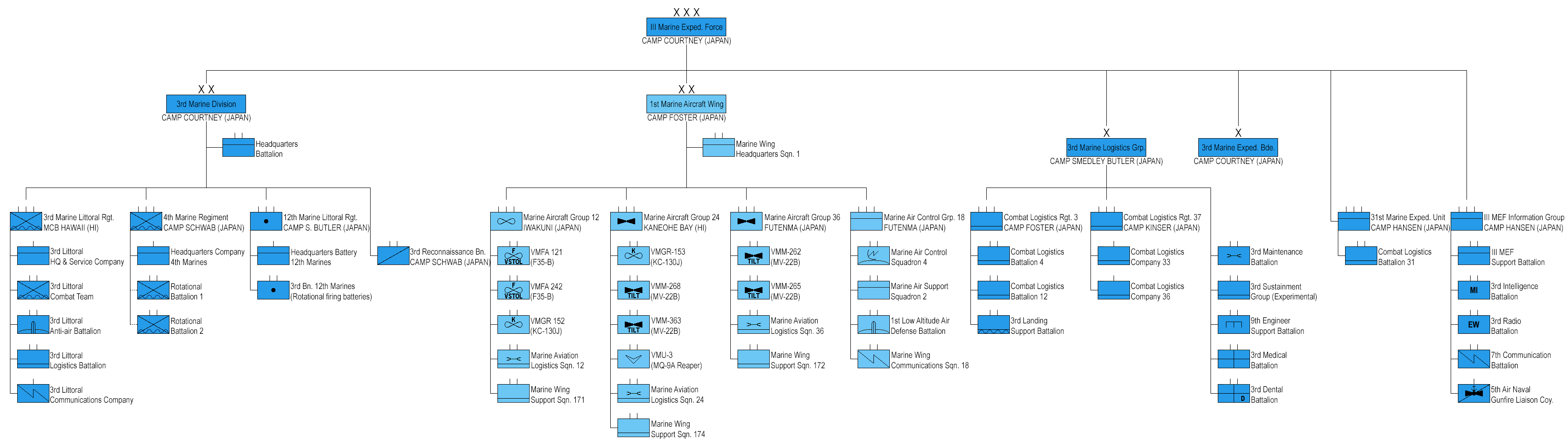
2022年9月，海军陆战队第三远征军組織結構圖

- 海軍陸戰隊第三远征军資訊群
  - 支援營
  - 第3情報營（英语：3rd Intelligence Battalion）
  - 第3無線電營
  - 第7通信營（英语：7th Communication Battalion）
  - 第5海空火力聯絡連
- 第3師
- 第3後勤群
- 第3遠征旅
- 第31遠征支隊（英语：31st Marine Expeditionary Unit）
- 第三遠征軍軍樂隊[2]

## 歷史
第三远征军最初是1942年10月1日成立的海軍陸戰隊第一兩棲軍，1944年4月15日，第一兩棲軍更名為第三兩棲軍。1945年9月，第三兩棲軍被派往中國天津，在華北執行佔領工作，直到1946年6月10日解編。
1965年5月6日在越南峴港重啟，被重新指定為海軍陸戰隊第三兩棲部隊（III MAF），由海軍陸戰隊第1師、海軍陸戰隊第3師和第1航空聯隊組成。第三兩棲部隊於1971年4月遷至沖繩考特尼營。
1988年2月5日被重新指定為海军陆战队第三远征军。